# Mozela (departament)
Mozela (fr. Moselle, wymowaⓘ, moˈzɛl) – francuski departament położony w regionie Grand Est. Departament oznaczony jest liczbą 57. Departament został utworzony 4 marca 1790 roku. Jego nazwa pochodzi od rzeki Mozeli (fr. Moselle).
Według danych na rok 2010 liczba zamieszkującej departament ludności wynosi 1 045 066 os. (168 os./km²); powierzchnia departamentu to 6216 km². Ośrodkiem administracyjnym (prefekturą) i największym miastem departamentu jest Metz.
W 2023 roku w skład departamentu wchodziło 725 gmin (lista).

## Miejscowości
Największe miejscowości departamentu (w nawiasach liczba ludności w 2021 roku):

- Metz (120 874)
- Thionville (42 163)
- Montigny-lès-Metz (21 854)
- Forbach (21 130)
- Sarreguemines (20 624)
- Yutz (17 401)
- Hayange (15 968)
- Saint-Avold (15 045)
- Fameck (14 798)
- Woippy (14 302)
- Freyming-Merlebach (13 027)
- Creutzwald (12 514)
- Sarrebourg (12 359)
- Florange (11 869)
- Maizières-lès-Metz (11 792)
- Stiring-Wendel (11 067)
- Amnéville (10 828)
- Marly (9971)
- Rombas (9697)
- Hagondange (9321)
- Talange (7938)
- Hettange-Grande (7765)
- Guénange (7761)
- Terville (7456)
- Moyeuvre-Grande (7330)
- Audun-le-Tiche (7180)